# Посольство Украины в Италии
Посольство Украины в Италии (укр. Посольство України в Італії) — главная дипломатическая миссия Украины в Италии, расположена в столице страны Риме.

## Посольство
Основная задача посольства Украины в Риме — представлять интересы Украины, способствовать развитию политических, экономических, культурных, научных и других связей, а также защищать права и интересы граждан и юридических лиц Украины, которые находятся на территории Италии.
Посольство способствует развитию межгосударственных отношений между Украиной и Италией на всех уровнях, с целью обеспечения гармоничного развития взаимных отношений, а также сотрудничества по вопросам, представляющим взаимный интерес.
Посольство исполняет также консульские функции.

## История дипломатических отношений
Итальянская Республика признала провозглашённую 24 августа 1991 года Украину 28 декабря того же года. 29 января 1992 года были установлены дипломатические отношения между Украиной и Италией. В 1993 году начало свою работу посольство Украины в Риме.

## Послы Украины в Италии
1. Анатолий Константинович Орёл (6 марта 1992 — 31 декабря 1997)[2][3]
2. Владимир Борисович Евтух (31 декабря 1997 — 11 декабря 1999)[4][5]
3. Борис Николаевич Гудыма (21 марта 1999 — 19 апреля 2004)[6][7]
4. Анатолий Константинович Орёл (1 июля 2004 — 15 февраля 2005)[8][9]
5. Георгий Владимирович Чернявский (26 августа 2005 — 28 декабря 2012)[10][11]
6. Евгений Юрьевич Перелыгин (28 декабря 2012 — 15 июля 2020)[12][13]
7. Ярослав Владимирович Мельник (21 сентября 2020 — 21 июля 2025)[14][15]